# Krobu jezik
Krobu jezik (ISO 639-3: kxb; krobou), jedini predstavnik istoimene podskupine, kojim govori oko 9 920 ljudi (1993 SIL) u četiri sela podprefekturi Agboville u Obali Slonovače.
Krobe pripada široj skupini tano, šira skupina kwa. Pripadnici etničke grpe Krobu ili krobou uz vlastiti služe se i jezicima baoulé [bci] ili abé [aba].

## Vanjske poveznice
- Ethnologue (14th)
- Ethnologue (15th)